# Thermopolynoe branchiata
Thermopolynoe branchiata är en ringmaskart som beskrevs av Michiya Miura 1994. Thermopolynoe branchiata ingår i släktet Thermopolynoe och familjen Polynoidae. Inga underarter finns listade i Catalogue of Life.